# Kinolhas
Kinolhas är en ö i Maldiverna. Den ligger i den norra delen av landet, 150 km norr om huvudstaden Malé. Geografiskt är den en del av Norra Maalhosmadulu atoll och tillhör administrativt Raa atoll. 